# Vicenç Corominas i Pi
Vicenç Corominas i Pi   (Mollet del Vallès, 24 de setembre de 1926 - 18 de gener de 2024) va ser un mestre i compositor de sardanes molletà.
Propietari d'un negoci d'embotits al municipi i, anys més tard, d'un establiment d'utensilis musicals, estudià solfeig i instrument a càrrec del mestre Antoni Suñé i Font. Al Conservatori de Granollers estudià harmonia i contrapunt. Destacava pels seus solos de saxo.
Va formar part de la Coral el Clavell com a cantaire, i el desembre de 1975, a causa de la malaltia del mestre Suñé i la marxa del mestre Pelegrí Bernial, n'assumí la direcció. També va dirigir les corals Mollet i la de l'Escola Orfeònica de Sant Fost.
Quan es va jubilar va començar a escriure sardanes, fins a fer-ne més de 100. El 1994 va musicar el poema “Himne a Mollet” del polític local Joan Ambrós i Lloreda, que va esdevenir himne oficial de la ciutat aprovat pel Ple de la Corporació l'11 de setembre de 1994. La darrera sardana estrenada, pocs mesos abans de morir, va ser la dedicada a l'alcaldessa del municipi, Mireia Dionisio.